# Ptilinopus bernsteinii
Ptilinopus bernsteinii é uma espécie de ave da família Columbidae.
É endémica da Indonésia.
Os seus habitats naturais são: florestas subtropicais ou tropicais húmidas de baixa altitude.